# 皮革塔

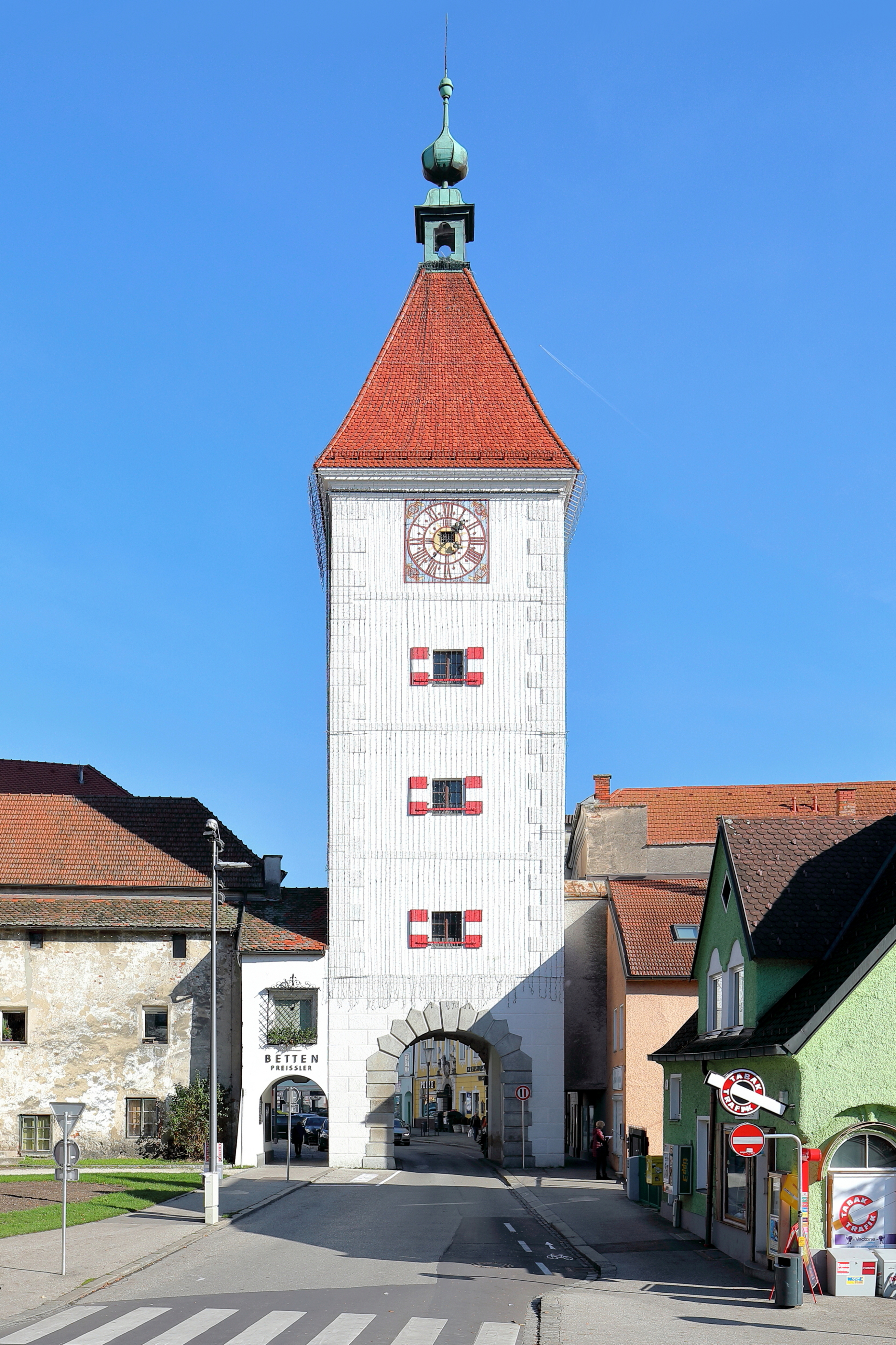

皮革塔（Ledererturm）是奥地利韦尔斯中世纪城墙仅存的一座塔楼，被列为保护文物。
皮革塔位于城市广场的西端，今天是韦尔斯的主要景点。它的名字来源于中世纪的皮革匠。其他几座城门—东南的特劳恩塔（Trauntor，1842）、东部的费舍尔塔（Fischertor，1870）和东北部的施密特塔（Schmidtturm，1875）都是在19世纪修建的。
皮革塔高37.7米，平面为正方形，高四层，下面三层东西两边开两扇窗户。

## 历史
皮革塔第一次见于文献记载是在1326年7月24日，当时两名房主在法庭上解决关于雨水排放的争端。 其次为1474年、1483年、1486年和1491年的施工和屋顶维修发票。
1610年，在与帕绍兵团的战斗对塔楼造成严重破坏，有倒塌的危险。1616年至1619年，林茨建筑师梅森·马克思·马丁·斯帕兹重建了这座塔，保留了其目前的形式。在拱门的拱顶石上，刻有1618年字样。在1771年的大火中，城门的洋蔥形圓頂被毁，取而代之的是帐篷屋顶。
1892年，顶层安装了机械装置，1996年对其进行了现代化改造。20世纪初，因为阻碍交通，这些城门塔楼被提议拆除。但是，爱好艺术的人士抗议1904年的拆除请求。教育部和地区总部给予的补贴，使该塔至今得以保留下来。

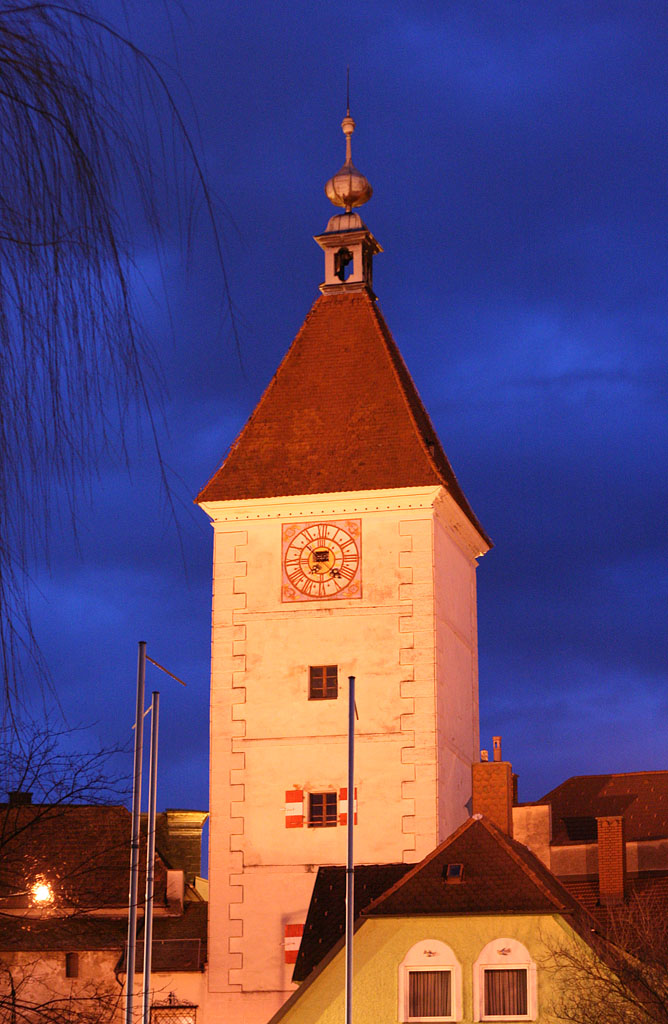